# Велика Док'я (Зав'яловський район)
Велика До́к'я (рос. Большая Докья) — присілок в Зав'яловському районі Удмуртії, Росія.
Знаходиться на правому березі річки Бісмен, лівої притоки річки Коньки, на схід від присілка Бабино.
Населення — 3 особи (2010; 4 в 2002).
Національний склад станом на 2002 рік:
- росіяни — 50 %